# Özkaya
Özkaya ist ein türkischer männlicher Vorname und Familienname, gebildet aus den Elementen öz (Selbst, Wesen, Substanz; wahr, echt, rein) und kaya (der Felsen).

## Namensträger

### Familienname
- Ali Özkaya (* 1970), türkischer Politiker (AKP)
- Atakan Özkaya (* 1998), türkischer Schauspieler
- Cevat Nezihi Özkaya (* 1951), türkischer Botschafter
- Ecem Özkaya (* 1988), türkische Schauspielerin
- Imran Özkaya (* 1999), deutscher Taekwondoin
- Naci Özkaya (1922–2007), türkischer Fußballspieler, -trainer und -funktionär
- Onur Özkaya (* 1980), türkischer Kontrabassist
- Özgür Özkaya (* 1988), türkischer Fußballspieler
- Serkan Özkaya (* 1973), türkischer Konzeptkünstler
- Vecihi Özkaya (* 19**), türkischer Archäologe
- Zeynep Özkaya (* 1998), türkische Schauspielerin und Webvideoproduzentin